# Municipio 5 Lower Fishing Creek
El municipio 5 Lower Fishing Creek (en inglés: Township 5 Lower Fishing Creek) es un municipio ubicado en el  condado de Edgecombe en el estado estadounidense de Carolina del Norte. En el año 2010 tenía una población de 1.282 habitantes.

## Geografía
El municipio 5 Lower Fishing Creek se encuentra ubicado en las coordenadas 36°0′26.27″N 77°33′47.03″O / 36.0072972, -77.5630639.